# Messer Barn
Pour les articles homonymes, voir Messer.
La Messer Barn est une grange du comté de Sevier, dans le Tennessee, aux États-Unis. Protégée au sein du parc national des Great Smoky Mountains, elle est inscrite au Registre national des lieux historiques depuis le 1er janvier 1976.